# T.C. Ziraat Bankası Spor Kulübü 2017-2018
Questa voce raccoglie le informazioni riguardanti il T.C. Ziraat Bankası Spor Kulübü nelle competizioni ufficiali della stagione 2017-2018.

## Organigramma societario
Area direttiva
- Presidente: Hüseyin Özuysal, poi Bülent Selçuk

Area tecnica
- Allenatore: Joško Milenkoski
- Allenatore in seconda: Mustafa Kavaz
- Assistente allenatore: Görkem İşgüzar
- Scoutman: Mehmet Tuğyanoğlu

## Rosa
| N° | Nome            | Ruolo | Data di nascita  | Nazionalità sportiva |
| -- | --------------- | ----- | ---------------- | -------------------- |
| 1  | Ulaş Kıyak      | P     | 11 agosto 1981   | Turchia              |
| 2  | Vefa Yılmaz     | P     | 24 aprile 1982   | Turchia              |
| 3  | Sabit Karaağaç  | C     | 5 maggio 1987    | Turchia              |
| 4  | Denys Kaliberda | S     | 24 giugno 1990   | Germania             |
| 5  | Oleg Antonov    | S     | 28 luglio 1988   | Italia               |
| 6  | Dawid Konarski  | O     | 31 agosto 1989   | Polonia              |
| 7  | Emre Savaş      | C     | 7 marzo 1995     | Turchia              |
| 8  | Volkan Döne     | L     | 19 febbraio 1987 | Turchia              |
| 9  | Enes Atlı       | S     | 5 novembre 1996  | Turchia              |
| 10 | Selim Demir     | P     | 2 aprile 1996    | Turchia              |
| 11 | Miloš Nikić     | S     | 31 marzo 1986    | Serbia               |
| 12 | Vojin Ćaćić     | S     | 31 marzo 1990    | Montenegro           |
| 13 | Bartosz Kurek   | S     | 29 luglio 1988   | Polonia              |
| 14 | Emre Tayaz      | C     | 20 marzo 1998    | Turchia              |
| 15 | Koray Şahin     | C     | 17 maggio 1993   | Turchia              |
| 16 | Burhan Zorluer  | S     | 30 luglio 1996   | Turchia              |
| 18 | Serkan Kılıç    | L     | 31 maggio 1984   | Turchia              |

## Statistiche

### Statistiche di squadra
| Competizione     | Punti | In casa | In casa | In casa | In trasferta | In trasferta | In trasferta | Totale | Totale | Totale |
| Competizione     | Punti | G       | V       | P       | G            | V            | P            | G      | V      | P      |
| ---------------- | ----- | ------- | ------- | ------- | ------------ | ------------ | ------------ | ------ | ------ | ------ |
| Efeler Ligi      | 46,2  | 16      | 10      | 6       | 14           | 9            | 5            | 30     | 19     | 11     |
| Coppa di Turchia | -     | 0       | 0       | 0       | 0            | 0            | 0            | 1      | 0      | 1      |
| Coppa CEV        | -     | 5       | 3       | 2       | 5            | 4            | 1            | 10     | 7      | 3      |
| Totale           | -     | 21      | 13      | 8       | 19           | 13           | 6            | 41     | 26     | 15     |

G = partite giocate; V = partite vinte; P = partite perse

### Statistiche dei giocatori
| Giocatore    | Efeler Ligi | Efeler Ligi | Efeler Ligi | Efeler Ligi | Efeler Ligi | Coppa di Turchia | Coppa di Turchia | Coppa di Turchia | Coppa di Turchia | Coppa di Turchia | Coppa CEV | Coppa CEV | Coppa CEV | Coppa CEV | Coppa CEV | Totale | Totale | Totale | Totale | Totale |
| Giocatore    | P           | PT          | AV          | MV          | BV          | P                | PT               | AV               | MV               | BV               | P         | PT        | AV        | MV        | BV        | P      | PT     | AV     | MV     | BV     |
| ------------ | ----------- | ----------- | ----------- | ----------- | ----------- | ---------------- | ---------------- | ---------------- | ---------------- | ---------------- | --------- | --------- | --------- | --------- | --------- | ------ | ------ | ------ | ------ | ------ |
| O. Antonov   | 14          | 160         | 129         | 14          | 17          | -                | -                | -                | -                | -                | 7         | 114       | 90        | 9         | 15        | 21     | 274    | 219    | 23     | 32     |
| E. Atlı      | 21          | 57          | 48          | 6           | 3           | 0                | 0                | 0                | 0                | 0                | 7         | 6         | 4         | 1         | 1         | 28     | 63     | 52     | 7      | 4      |
| V. Ćaćić     | 17          | 150         | 120         | 17          | 13          | 1                | 14               | 14               | 0                | 0                | 6         | 28        | 28        | 0         | 0         | 24     | 192    | 162    | 17     | 13     |
| S. Demir     | 0           | 0           | 0           | 0           | 0           | -                | -                | -                | -                | -                | -         | -         | -         | -         | -         | 0      | 0      | 0      | 0      | 0      |
| V. Döne      | 28          | 0           | 0           | 0           | 0           | 1                | 0                | 0                | 0                | 0                | 10        | 0         | 0         | 0         | 0         | 39     | 0      | 0      | 0      | 0      |
| D. Kaliberda | 17          | 176         | 150         | 13          | 13          | 1                | 7                | 6                | 1                | 0                | 4         | 49        | 40        | 3         | 6         | 22     | 232    | 196    | 17     | 19     |
| S. Karaağaç  | 11          | 14          | 9           | 3           | 2           | 0                | 0                | 0                | 0                | 0                | 2         | 1         | 1         | 0         | 0         | 13     | 15     | 10     | 3      | 2      |
| S. Kılıç     | 14          | 0           | 0           | 0           | 0           | 1                | 0                | 0                | 0                | 0                | 3         | 0         | 0         | 0         | 0         | 18     | 0      | 0      | 0      | 0      |
| U. Kıyak     | 27          | 57          | 18          | 28          | 11          | 1                | 0                | 0                | 0                | 0                | 10        | 32        | 16        | 14        | 2         | 38     | 89     | 34     | 42     | 13     |
| D. Konarski  | 29          | 539         | 454         | 56          | 29          | 1                | 16               | 12               | 1                | 3                | 10        | 154       | 129       | 14        | 11        | 40     | 709    | 595    | 71     | 43     |
| B. Kurek     | 13          | 111         | 88          | 17          | 6           | -                | -                | -                | -                | -                | 6         | 66        | 55        | 7         | 4         | 19     | 177    | 143    | 24     | 10     |
| M. Nikić     | 5           | 42          | 34          | 7           | 1           | -                | -                | -                | -                | -                | 1         | 8         | 7         | 0         | 1         | 6      | 50     | 41     | 7      | 2      |
| K. Şahin     | 30          | 198         | 133         | 53          | 12          | 1                | 7                | 5                | 2                | 0                | 10        | 58        | 34        | 22        | 2         | 41     | 263    | 172    | 77     | 14     |
| E. Savaş     | 30          | 318         | 212         | 72          | 34          | 1                | 11               | 9                | 1                | 1                | 10        | 117       | 73        | 34        | 10        | 41     | 446    | 294    | 107    | 45     |
| E. Tayaz     | 11          | 13          | 9           | 2           | 2           | 0                | 0                | 0                | 0                | 0                | 1         | 1         | 1         | 0         | 0         | 12     | 14     | 10     | 2      | 2      |
| V. Yılmaz    | 17          | 18          | 10          | 3           | 5           | 0                | 0                | 0                | 0                | 0                | 6         | 1         | 0         | 1         | 0         | 23     | 19     | 10     | 4      | 5      |
| B. Zorluer   | 6           | 21          | 19          | 1           | 1           | -                | -                | -                | -                | -                | 1         | 0         | 0         | 0         | 0         | 7      | 21     | 19     | 1      | 1      |

P = presenze; PT = punti totali; AV = attacchi vincenti; MV = muri vincenti; BV = battute vincenti